# Битрикс24
«Битрикс24» — российский сервис для управления бизнесом. Разработчик и провайдер — российская компания «Битрикс».

## Обзор
Сервис позволяет управлять бизнесом в режиме «одного окна». Включает в себя:
- CRM
- менеджер задач
- корпоративную социальную сеть
- чаты
- конструктор сайтов
- конструктор интернет-магазинов
- облачное хранилище и онлайн-документы
- календарь
- бизнес-процессы
- учёт рабочего времени
- сквозную аналитику
- мобильное приложение
- аудио/видеозвонки и видеоконференции в HD
- генератор документов и отчётов
- структуру компании

### Архитектура
«Битрикс24» разработан на базе PHP.
Существует облачная версия и версия для установки на собственный сервер с возможностью кастомизации.

### Поддержка ОС / мобильных ОС
По состоянию на 1 июня 2018 года «Битрикс24» доступен для пользователей следующих операционных систем:
- Windows
- macOS
- Linux
- iOS
- Android

Также доступ к сервису можно получить из любого браузера.

## История создания
«Битрикс24» запущен 12 апреля 2012 года.
Прародителем «Битрикс24» стал корпоративный портал, который существовал на базе CMS «1С-Битрикс: Управление сайтом» с 2008 года.
Идея создать отдельный Saas-сервис появилась в 2010 году на одной из традиционных ежегодных стратегических сессий.

### История обновлений
10 апреля 2018 года в CRM появилась функция «Повторный лид».
25 мая 2018 года в CRM добавлены функции бронирования услуг и генератор продаж.
15 июня 2018 года добавлено редактирование документов в CRM.
28 сентября 2018 года в «Битрикс24» анонсировали бесплатный коллтрекинг и сквозную аналитику.
28 сентября 2018 года добавлена интеграция «Битрикс24» с формами сбора заявок «ВКонтакте».
5 апреля 2019 года появилась новая функция «Центр продаж», позволяющая принимать оплату в соцсетях и мессенджерах.
9 июля 2019 года в мобильном приложении «Битрикс24» появились голосовые сообщения.
1 августа 2019 года появилась новая версия профиля сотрудника.
13 августа 2019 года в «Битрикс24» добавлена новая CRM-аналитика.
17 сентября 2019 года добавлен инструмент «Туннели продаж», позволяющий работать с воронками продаж.
26 сентября 2019 года в CRM появился ИИ-скоринг лидов.
В октябре 2019 года в «Битрикс24» появилась интеграция с «Авито».
13 декабря 2019 года в «Битрикс24» появилась «База знаний».
25 декабря 2019 года Сбербанк представил сервис CRM24 — инструмент для цифровизации бизнеса на базе «Битрикс24».
22 апреля 2020 года «Битрикс24» расширил количество участников видеоконференций до 12 человек.
9 июня 2020 года «Битрикс24» расширил количество участников видеоконференций до 24 человек.
6 июля 2020 года в «Битрикс24» появилась интеграция с «Яндекс. Такси».
23 декабря 2020 года в «Битрикс24» появились новые видеозвонки и видеоконференции в HD.
Пользователи «Битрикс24» смогут принимать платежи в WhatsApp.
1 августа 2022 года «Битрикс24» выпустил десктоп-клиент для Linux- систем.
11 ноября 2022 года «Битрикс24» выпустил релиз «Полярная звезда».

## Достижения и отзывы СМИ о продукте
На начало 2018 года сервисом пользовались около 3 миллионов клиентов.
«Битрикс24» в 2011, 2012 и 2017 годах получал «Премию Рунета» в категориях «Экономика и бизнес», «Инновации и технологии» и «Экономика, бизнес и инвестиции».
12 марта 2018 года портал CIO включил «Битрикс24» в топ-7 бесплатных CRM 2018 года.
26 июня 2018 года издание Techradar включило «Битрикс24» в топ-5 CRM для малого бизнеса.
13 июля 2018 года PCmag включил «Битрикс24» в рейтинг лучших инструментов для управления лидами 2018 года.
11 сентября 2018 года Techradar включил «Битрикс24» в топ-5 лучших бесплатных облачных приложений для бизнеса 2018 года.
19 ноября 2018 года «Битрикс24» победил в номинации «Приоритет-IT» Национальной премии в области импортозамещения «Приоритет».
7 марта 2019 года Институт проблем предпринимательства опубликовал результаты исследования рынка CRM в России:
- «Битрикс24» занял первое место в рейтингах известности среди CRM[33];
- «Битрикс24» на первом месте по доле внедрений CRM в российских компаниях.

В августе 2019 года отдел исследований Gartner GetApp включил «Битрикс24» в топ-7 мировых лидеров среди HR-решений.
16 августа 2019 года издание Newsweek включило «Битрикс24» в топ-10 сервисов по управлению проектами.
23 августа 2019 года Techradar включил «Битрикс24» в топ-10 лучших CRM.
13 декабря 2019 года «Битрикс24» стал лауреатом премии IT-проектов «Цифровые вершины» в номинации «Лучшее решение для управления проектами и бизнес-коммуникации».
14 апреля 2020 года количество зарегистрированных в «Битрикс24» компаний достигло 7 миллионов.
20 июля 2020 года «Институт проблем предпринимательства» и J’son & Partners Consulting опубликовали совместное исследование рынка CRM в России:
- «Битрикс24» занял первое место в рейтинге известности среди CRM;
- «Битрикс24» на первом месте по доле внедрений CRM в российских компаниях.

21 октября 2020 года количество зарегистрированных в «Битрикс24» компаний достигло 8 миллионов.
«Битрикс24» и Selectel анонсировали итоги нагрузочного тестирования.
Исследование: каждая третья компания в России из рейтинга Forbes работает на «Битрикс24».
16 мая 2021 года в сервисе для управления бизнесом зарегистрировалась компания из Австралии. Она стала 9-миллионным пользователем «Битрикс24».
В «Битрикс24» появился встроенный редактор для совместной работы с документами.
27 сентября 2021 года генеральный директор «1С-Битрикс» Сергей Рыжиков вошёл в «Топ-10 CEO IT-компаний России 2021 года» от «Коммерсант» и АМР.
Каждая 3-я компания из ТОП-100 РБК использует «Битрикс24».
«Битрикс24» достиг 10 млн зарегистрированных компаний.

### Использование «Битрикс24» за рубежом
За 2020 год число регистраций индийских компаний в российском сервисе для управления бизнесом увеличилось на 176 %
За 2020 год количество регистраций бразильских компаний в российском сервисе «Битрикс24» увеличилось на 50 %
За 2020 год число регистраций польских компаний в российском сервисе для управления бизнесом увеличилось на 64 %

### Распространённость в мире и поддерживаемые языки
По состоянию на 10 октября 2019 года у «Битрикс24» есть пользователи из разных стран мира.
Среди крупных пользователей сервисом можно выделить:
- Роснефть
- «Связной»
- Volkswagen
- Samsung
- правительство Мексики
- метрополитен Стамбула
- AİSCO Azerbaijan
- ГК «Корус консалтинг» на базе «1С-Битрикс24» разработала корпоративный портал для группы компаний «Сафмар»[51].

По состоянию на 17 января 2019 года «Битрикс24» поддерживает 18 языков.

### Enterprise-версия «Битрикс24»
19 апреля 2021 года «Битрикс24» и Selectel анонсировали итоги нагрузочного тестирования интранет-портала для 100 тысяч сотрудников.
1 августа 2022 года «Битрикс24» запустил новый облачный тариф Enterprise. Тариф рассчитан на компании от 250 сотрудников.

## Благотворительность
Как «Битрикс24» участвует в благотворительном движении 303 волонтёров-педагогов со всей России.

## Критика и сбои в работе
9 февраля 2018 года из-за сбоя в работе сразу двух независимых дата-центров в облачной инфраструктуре сервиса произошёл сбой, который затронул 30 % пользователей из России.
25 октября 2019 года «Битрикс24» некорректно работал несколько часов из-за отключения питания в одном из дата-провайдеров.

## Партнёры по всему миру
К 2019 году партнёрская сеть «1С-Битрикс» выросла до 21 тысячи компаний.